# Adrián Diz
Adrián Arturo Diz Pe (La Habana, Cuba; 4 de marzo de 1994) es un futbolista cubano. Juega de defensa y su equipo actual es el Hartford Athletic de la USL Championship. Fue internacional absoluto con la selección de Cuba entre 2012 y 2015, con la que disputó 13 encuentros oficiales.

## Trayectoria
Diz, un defensor central de 1.91 metros, comenzó su carrera en los clubes cubanos de Las Tunas y Ciudad de La Habana. Luego de un encuentro amistoso contra el Santos Laguna mexicano, el club fichó cuatro jugadores cubanos para su temporada de Apertura 2016, y Diz fue uno de estos. Sin embargo fue liberado del club en febrero de 2016.
Migró a los Estados Unidos, en el año 2018 fichó por el Portland Timbers 2 y en 2020 por el Colorado Springs Switchbacks.

## Selección nacional
Debutó con la selección de Cuba en junio de 2012 contra Panamá en la clasificación para la Copa Mundial de Fútbol de 2014. Diz representó a Cuba en tres encuentros clasificatorios para la Copa Mundial y 5 de la Copas de Oro de la Concacaf.

## Clubes
| Club                         | País           | Año           |
| ---------------------------- | -------------- | ------------- |
| Las Tunas                    | Cuba           | 2011-2012     |
| Ciudad de La Habana          | Cuba           | 2013-2015     |
| Santos Laguna                | México         | 2016          |
| Portland Timbers 2           | Estados Unidos | 2018-2019     |
| Colorado Springs Switchbacks | Estados Unidos | 2020          |
| Rio Grande Valley FC         | Estados Unidos | 2021          |
| FC Tulsa                     | Estados Unidos | 2022          |
| Indy Eleven                  | Estados Unidos | 2023-2024     |
| Hartford Athletic            | Estados Unidos | 2025-presente |